# Reimer Mager
Reimer Mager (* 22. Juli 1906 in Köln; † 10. Oktober 1966 in Dresden) war ein christlicher Gewerkschafter und  deutscher lutherischer Präses, der während des Nationalsozialismus im Widerstand tätig war und später in den Rat der Evangelischen Kirche in Deutschland (EKD) berufen wurde.

## Leben
Reimer Mager wuchs in Köln als Sohn eines Drehers auf. Er selbst erlernte den Beruf des Textilwebers. 1921 trat er in den Zentralverband christlicher Textilarbeiter ein, um gegen die schlechte Behandlung der Hilfsarbeiter im Textilgewerbe zu protestieren. 1926 und 1927 besuchte er eine Fachschule für Wirtschaft und Verwaltung in Düsseldorf. Im Oktober 1927 wurde er Gewerkschaftssekretär des Zentralverbands und zog nach Zittau, wo die Geschäftsstelle stand. Dort lernte er seine spätere Ehefrau Dora Kießling kennen. Aus der Ehe gingen drei Kinder hervor.
1930 wechselte er als Geschäftsführer des Landesverbandes für Sachsen nach Dresden. Nach der Machtergreifung der Nationalsozialisten und der Auflösung aller Gewerkschaften wurde Mager entlassen. Zunächst kam er bei dem Fabrikbesitzer Richard Böhme unter und fand neue Arbeit bei der kirchlichen Winterhilfe, die jedoch schon bald vom Winterhilfswerk des Deutschen Volkes verdrängt wurde. 1934 wurde er Geschäftsführer des Bruderrats der Bekennenden Kirche und organisierte als solcher den evangelischen Widerstand in Sachsen. Er organisierte die Tagungen der Notbundpfarrer und gab eine Schriftenreihe heraus. Außerdem war er an mehreren Bekenntnissynoden beteiligt. Kontakte bestanden unter anderem zu Elfriede Nebgen und Jakob Kaiser sowie zu den christlichen Gewerkschaften in der Tschechoslowakei. Vom 28. April bis zum 12. Mai 1937 wurde er von der Gestapo in „Schutzhaft“ genommen, ein zweites Mal vom 23. November bis zum 15. Dezember 1937.
1940 wurde Mager eingezogen und diente als Soldat im Zweiten Weltkrieg. Er geriet in amerikanische Kriegsgefangenschaft, aus der er am 17. April 1946 entlassen wurde. Sogleich begann er sich wieder in der evangelischen Bewegung sowie in der Lokalpolitik zu engagieren. Im September 1946 wurde er zum Stadtverordneten sowie Fraktionsvorsitzenden der CDU Dresden und im April 1947 zu einem der insgesamt vier Vorsitzenden der sächsischen CDU gewählt. Als solcher war er auch Mitglied des 1. Volksrates der SBZ. 1948 wurde er zum Rücktritt gezwungen und wurde später ein scharfer Kritiker der SED-Politik. 1950 trat er aus der CDU aus. Später stand er der SPD nahe.
Im gleichen Jahr wurde er Präses der Synode der Evangelisch-Lutherischen Landeskirche Sachsens. Dieses Amt bekleidete er bis zu seinem Tod im Oktober 1966. 1949 wurde er außerdem in den Rat der Evangelischen Kirche in Deutschland berufen. In dieser Funktion organisierte er 1954 den gesamtdeutschen Kirchentag in Leipzig. Er war außerdem an der Planung eines gesamtdeutschen Kirchentages im Jahr 1961 in Berlin beteiligt, der jedoch in West-Berlin stattfand und deshalb von vielen Ostdeutschen nicht besucht werden konnte.
Die Hamburger Theologische Fakultät verlieh ihm für seinen Widerstand „gegen Irrlehre und Tyrannei“ die Ehrendoktorwürde. Nach ihm benannt wurde das Rüstzeitheim Reimer Mager in Rosenthal-Bielatal, das 1989 eröffnet wurde und sich seit 2001 in der Trägerschaft des Evangelisch-Lutherischen Kirchenbezirkes Pirna befindet.

## Familie
Reimer Wilhelm Mager war mit Helene Dora Kießling (20.01.1908; + 02.07.1994 in Dresden) verheiratet. Das Grab der Eheleute liegt auf dem Friedhof in Dresden Lockwitz. Sie hatten einen Sohn Christoph Mager (1935–1996) und eine Tochter Sibille Dora Christel Mager.